# Karl Bernhard Lehmann

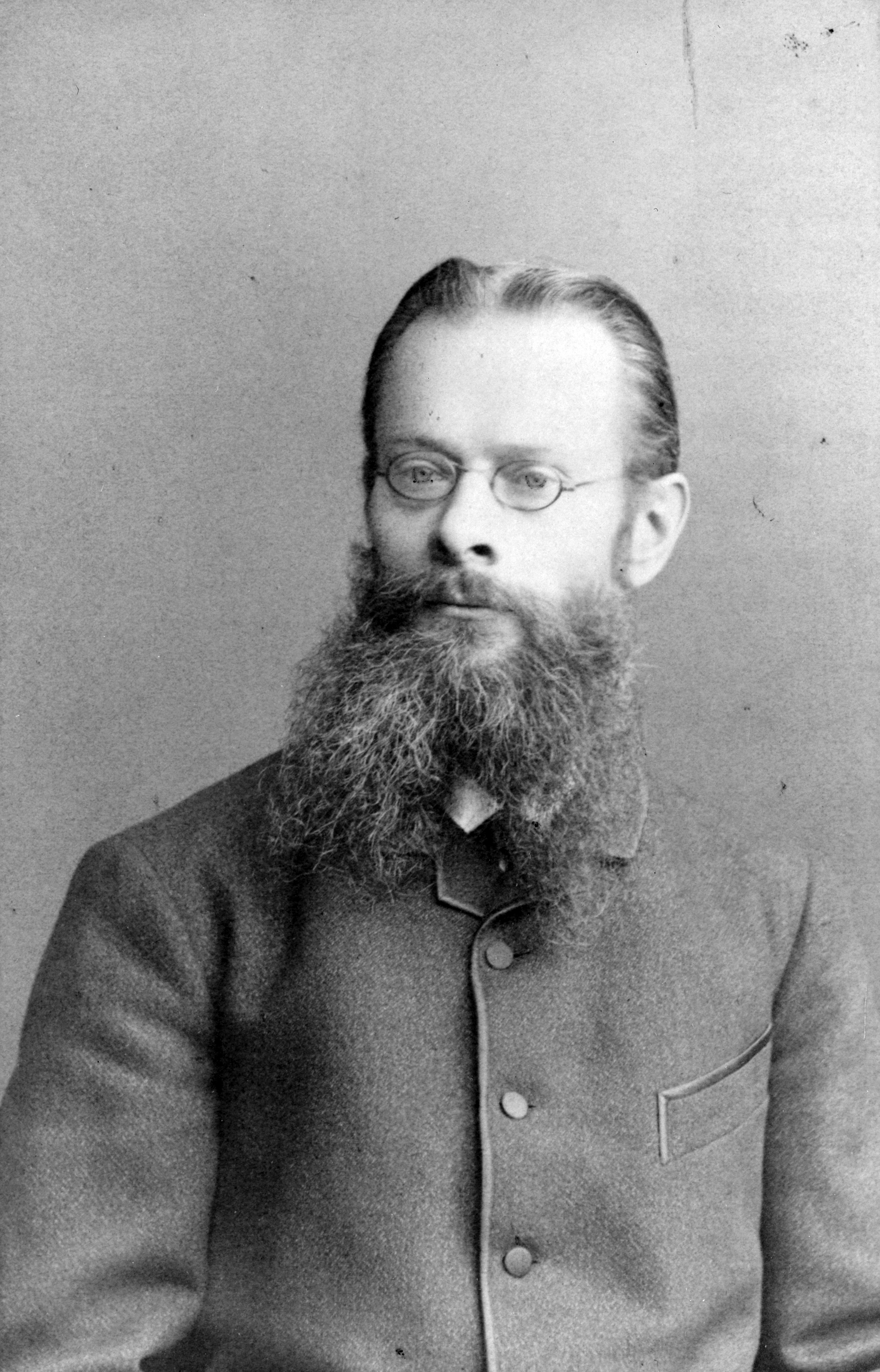
Karl Bernhard Lehmann

Karl Bernhard Lehmann (ur. 27 września 1858 w Zurychu, zm. 30 stycznia 1940 w Würzburgu) – niemiecki lekarz, bakteriolog, jeden z pionierów niemieckiej mikrobiologii.
Jego ojcem był lekarz Friedrich Lehmann, matka Friederike z domu Spatz pochodziła ze Szwajcarii. Bratem Karla był wydawca Julius Friedrich Lehmann. 
Uczęszczał do Beust'sche Privatschule i do zuryskiego gimnazjum, po czym podjął studia medyczne na Uniwersytecie Ludwika i Maksymiliana w Monachium, które ukończył w 1886. Był uczniem Pettenkofera. Później pracował razem z Ferdinandem Flurym.

## Wybrane prace
- Lehmann, Flury: Toxikologie und Hygiene der technischen Lösungsmittel. Berlin, 1938.
- Frohe Lebensarbeit (Lebenserinnerungen). München, 1933.
- Über die Gesundheitsverhältnisse der Arbeiter in der deutschen keramischen insbesondere der Porzellan-Industrie mit besonderer Berücksichtigung der Tuberkulosefrage. Berlin 1929.
- Der Staub in der Industrie, seine Bedeutung für die Gesundheit der Arbeiter und die neueren Fortschritte auf dem Gebiete seiner Verhütung und Bekämpfung. Leipzig 1925.
- Die deutsche Bleifarbenindustrie vom Standpunkt der Hygiene. Berlin 1925.
- Kurzes Lehrbuch der Arbeits- und Gewerbehygiene. Leipzig, 1919.
- Die Bedeutung der Chromate für die Gesundheit der Arbeiter. Berlin, 1914.
- Gutachten des Reichs-Gesundheitsrats, betreffend die Abwässerbeseitigung der Stadt Offenbach a. Main. Berlin, 1913.
- Zur Psychologie und Hygiene der Genussmittel. Würzburg, 1912.
- Lehmann, Neumann: Atlas und Grundriss der Bakteriologie und Lehrbuch der speziellen bakteriologischen Diagnostik. 1. Aufl. München, 1896; ab der 7. Auflage 1926/27 als Bakteriologie, insbesondere bakteriologische Diagnostik.